# Olyra kempi
Olyra kempi es una especie de peces de la familia Olyridae en el orden de los Siluriformes.

## Morfología
• Los machos pueden llegar alcanzar los 14,5 cm de longitud total.

## Hábitat
Es un pez de agua dulce y de clima tropical.

## Distribución geográfica
Se encuentran en Asia: la India y Bangladés.